# Оруджев, Кариб Азизали оглы
Кариб Азизали оглы Оруджев (азерб. Qərib Əzizəli oğlu Orucov;  20 мая 1935, Дивичинский район — 14 января 2022) — советский азербайджанский овощевод, Герой Социалистического Труда (1966).

## Биография
Родился 20 мая 1935 года в селе Даг Кушчи Дивичинского района Азербайджанской ССР (ныне село в Сиазаньском районе).
С 1955 года — рабочий, помощник бригадира, с 1959 года — бригадир овощеводческой бригады, с 1979 года — секретарь парткома, с 1982 года — заместитель директора совхоза «Советская конституция» Дивичинского района. С 1983 года — председатель Бейнэлмилалского сельского совета, с 1990 по 1995 год — председатель профсоюзного комитета совхоза «Советская конституция». Достиг высоких показателей труда в период семилетки, получал высокие урожаи овощей по 350 центнеров с гектара, продавая их государству по 3 рубля 60 копеек за центнер.
Указом Президиума Верховного Совета СССР от 30 апреля 1966 года за успехи, достигнутые в производства и заготовок овощей, плодов, винограда, чайного листа и табака Оруджеву Карибу Азизали оглы присвоено звание Героя Социалистического Труда с вручением ордена Ленина и золотой медали «Серп и Молот».
Активно участвовал в общественной жизни Азербайджана. Член КПСС с 1959 года. Делегат XXIII съезда КПСС, XVIII и XIX съездов КП Азербайджана. Избирался членом бюро Дивичинского райкома партии, депутатов в Дивичинский районный совет.
С 2002 года — президентский пенсионер, проживает в селе Агалык Шабранского района (бывшее село Бейнэлмилал Дивичинского района).